# Castillo de Kuusisto
El Castillo de Kuusisto (en finés: Kuusiston piispanlinna) Era un castillo medieval episcopal, hoy en ruinas, en una isla de Kuusisto en Kaarina, Finlandia, cerca de Turku. El castillo fue construido probablemente en el siglo XIV, aunque el sitio parece haber sido residencia episcopal ya en la década de 1290.
El castillo recibió un orden de demolición durante la Reforma protestante en 1528 por parte del rey Gustavo de Suecia. Los trabajos de excavación y reconstrucción de las ruinas que quedan se iniciaron en 1891.